# Gerald Washington
Gerald Washington (ur. 23 kwietnia 1982 w San Jose) – amerykański pięściarz, były pretendent do tytułu mistrza świata wagi ciężkiej.

## Kariera zawodowa
Początkowo trenował futbol amerykański, ale ostatecznie zdecydował się na karierę bokserską. Swoją pierwszą zawodową walkę stoczył 28 lipca 2012 roku, w wieku trzydziestu lat. Pokonał wówczas przez techniczny nokaut w pierwszej rundzie Blue DeLonga.
13 października 2015 roku, po odniesieniu kolejnych szesnastu zwycięstw z rzędu, zawalczył z Amirem Mansourem (22-1, 16 KO). Pojedynek ten zakończył się punktowym remisem (95-95, 97-93, 94-96).
30 kwietnia 2016 roku w Carson pokonał jednogłośnie na punkty byłego pretendenta do tytułu mistrza świata wagi ciężkiej, Eddiego Chambersa (42-4, 18 KO).
25 lutego 2017 roku w Birmingham dostał szansę walki o pas zawodowego mistrza świata organizacji WBC, mierząc się z Deontayem Wilderem (41-0, 36 KO). Przegrał przez techniczny nokaut w piątej rundzie.
29 lipca 2017 roku w Nowym Jorku przegrał przez RTD w 8 rundzie pojedynek z Jarrellem Millerem (18-0-1, 16 KO).
26 stycznia 2019 w Barclays Center na Brooklynie  przegrał przez techniczny nokaut w drugiej rundzie z Adamem Kownackim (19-0, 15 KO).